# Röda Kvarn, Örebro

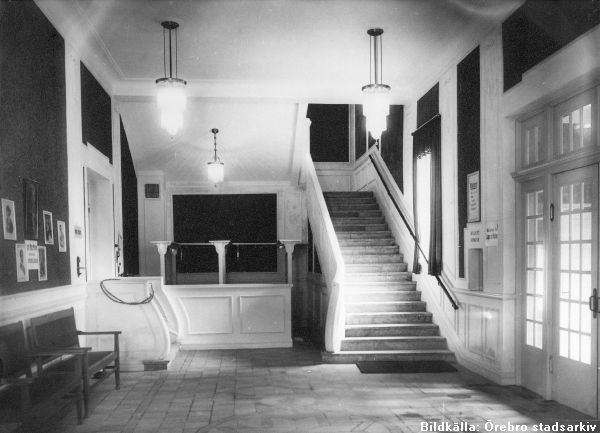
Entréhallen till Röda Kvarn, Örebro, år 1917.

Röda Kvarn var en biograf i Örebro med adress Storgatan 21. Biografen hade 626 sittplatser fördelade på salong och balkong. Den byggdes på initiativ av Skandinaviska Filmcentralen, som år 1922 blev Svensk Filmindustri. Biografen invigdes år 1917. Arkitekt var Vilhelm Renhult. Först kallades biografen Imperial, men bytte namn i samband med en ombyggnation år 1927. Biografen byggdes då om fullständigt invändigt. Arkitekt den gången var Joel Lundeqvist. Inredningsdetaljerna kom att präglas av nordisk klassicism, som då var på modet. Konstnären Einar Forseth stod för väggmålningarna, vilka dock utfördes av en lokal målarmästare. År 1929 visades den första ljudfilmen.
Röda Kvarn lades ner som biograf år 1988. Efter detta har olika teatergrupper haft verksamhet här, bl.a. Nya Teatern.
Röda Kvarn blev förklarad som byggnadsminne år 2003.

### Webbkällor
- Länsstyrelsen i Örebro län